# Syrphoctonus columbiensis
Syrphoctonus columbiensis là một loài tò vò trong họ Ichneumonidae.